# Émile Destombes

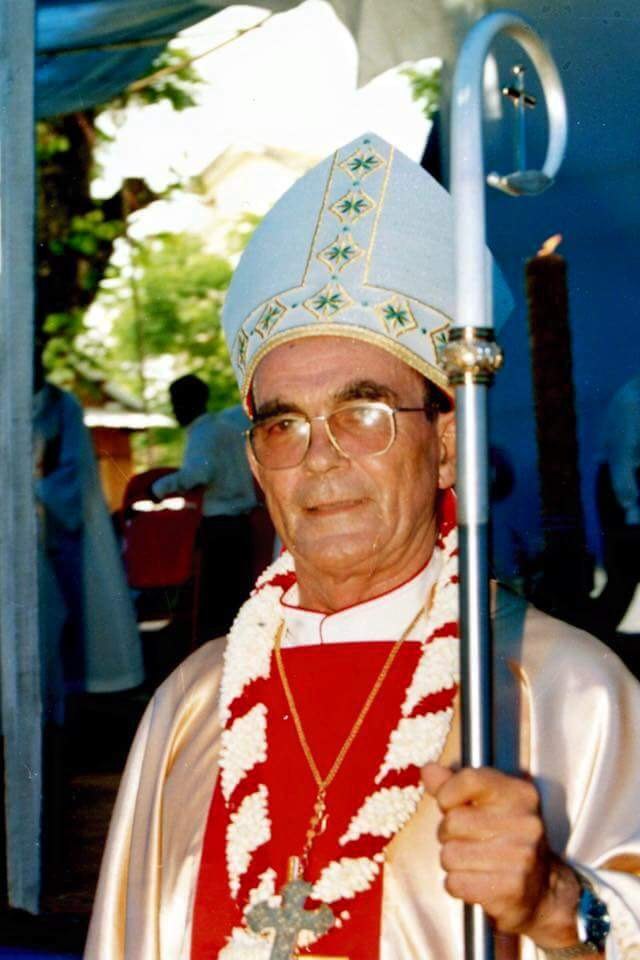
Émile Destombes, 1997

Émile Jean Marie Henri Joseph Destombes MEP (* 15. August 1935 in Roncq, Département Nord, Frankreich; † 28. Januar 2016 in Phnom Penh, Kambodscha) war Apostolischer Vikar von Phnom Penh.

## Leben
Émile Destombes trat der Ordensgemeinschaft der Pariser Mission bei und wurde am 21. Dezember 1961 zum Priester geweiht. 1965 ging er nach Kambodscha und erlernte die Sprache der Khmer. Er lehrte Philosophie am Kleinen Seminar in Phnom Penh und leitete von 1967 bis 1975 ein Studentenwohnheim in der kambodschanischen Hauptstadt. In der Zeit der kambodschanischen Unruhen engagierte er sich von 1970 bis 1975 für die Initiative für Kriegsopfer, die Yves Ramousse gründete. Bei der Einnahme von Phnom Penh durch die Rote Khmer war er einer der letzten Ausländer im Land und flüchtete am 17. April 1975 in die Botschaft von Frankreich; am 30. April 1975 wurde er aus Kambodscha ausgewiesen. In Paris lehrte er an der Ordenshochschulen der Pariser Mission und war für die Abteilung des französisch-asiatischen Missionsaustausch tätig. Mit der Abschottung Kambodschas durch die Rote Khmer wurde er 1979 in Brasilien tätig und übernahm eine Pfarrstelle in Palmeirópolis im Bundesstaat Goiás. 1989 zog er nach Bangkok (Thailand) und war in kambodschanischen Flüchtlingslagern in Thailand tätig. Ab 1990 konnte er wieder offiziell in Phnom Penh tätig sein, das erste Mal nach der Zeit des Pol-Pot-Regimes; 1993 wurde die Religionsfreiheit in die Verfassung aufgenommen.
Papst Johannes Paul II. ernannte ihn am 14. April 1997 zum Titularbischof von Altava und zum Apostolischen Koadjutorvikar von Phnom-Penh. Die Bischofsweihe spendete ihm der Apostolische Vikar von Phnom-Penh, Yves Ramousse MEP, am 5. Oktober desselben Jahres; Mitkonsekratoren waren Luigi Bressan, Apostolischer Nuntius in Singapur, Thailand und Kambodscha, und Joseph Banchong Aribarg, Bischof von Nakhon Sawan. Nach dem Rücktritt Yves Ramousses MEP folgte er diesem am 14. April 2001 im Amt des Apostolischen Vikars von Phnom-Penh nach. Am 1. Oktober 2010 nahm Papst Benedikt XVI. sein aus Altersgründen vorgebrachtes Rücktrittsgesuch an.
Er wurde in St. Joseph in Phsar Toch, einem Stadtteil von Phnom Penh, durch seinen Nachfolger Olivier Schmitthaeusler bestattet.